# Klokoč
|  | No s'ha de confondre amb Klokoč (Croàcia). |

Klokoč és un poble i municipi d'Eslovàquia que es troba a la regió de Banská Bystrica.

## Història
La primera menció escrita de la vila es remunta al 1786.

## Demografia
| Godina             | 1994 | 2004   | 2014   | 2024   |
| ------------------ | ---- | ------ | ------ | ------ |
| Nombre de persones | 467  | 469    | 503    | 472    |
| Diferència         |      | +0,42% | +7,24% | −6,16% |

| Godina             | 2023 | 2024   |
| ------------------ | ---- | ------ |
| Nombre de persones | 479  | 472    |
| Diferència         |      | −1,46% |